# 林芊
林芊（14世紀—1439年），字從嘉，一字廷嘉，號存心，浙江台州府黃巖縣人，明朝政治人物。

## 生平
林芊是永樂十二年舉人林純的族人，當年（1414年）成歲貢，十五年（1417年）中北京鄉試舉人第七名，次年（1490年）會試中副榜，賜冠帶在翰林院修史，授刑部主事，陞員外郎，到正統年間外任南安知府，政務熟練，判決迅速流，處刑無濫，餘暇從容詩詞，自費入覲不取地方一毫，在任內去世，人民哀思不已，入祀江西名宦祠。